# الجمعية الملكية في إدنبرة
الجمعية الملكية في إدنبرة (بالإنجليزية: Royal Society of Edinburgh)‏ هي الأكاديمية الوطنية للعلوم والآداب في اسكتلندا، وهي كيان مستقل وغير خاضع لأي جهة أو حزب سياسي.
أُسست الجمعية سنة 1783، وهي تغطي نطاقًا من المجالات أوسع مما تغطيه الجمعية الملكية بلندن، إذ يشمل اختصاصها أيضًا الأدب والتاريخ، ويختص زملاء الجمعية في عدد كبير من المجالات تتنوع ما بين العلوم والتقنية، والفنون، والإنسانيات، والطب، والعلوم الاجتماعية، والأعمال، والخدمة العامة. وقد بلغ عدد زملاء الجمعية سنة 2017 ما يربو على 1660 زميلًا.

## الجوائز والأوسمة
تُمنح الميداليات الملكية سنويًا ، ويفضل أن يكون ذلك للأشخاص الذين لديهم اتصال اسكتلندي ، والذين حققوا تميزًا وسمعة دولية في أي من علوم الحياة والعلوم الفيزيائية والهندسية والفنون والعلوم الإنسانية و العلوم الاجتماعية أو الأعمال والتجارة. تم إنشاء الميداليات في عام 2000 من قبل الملكة إليزابيث الثانية ، التي يلزم الحصول على إذن لتقديم عرض تقديمي. ومن بين الفائزين السابقين: المصدر: RSE
2018: David Climie ، الأستاذ Richard Henderson and Thea Musgrave
2017: Professor Tessa Holyoake
2016: Professor James Hough and Professor Sir Angus Stewart Deaton
2015: No Award
2014: الأستاذ WB Kibble والبروفيسور Richard G.M. موريس
2013: Sir John Cadogan ، البروفيسور Michael Ferguson والسير Ian Wood
2012: الأستاذ David Milne and Sir Edwin Southern
2011: Baroness Helena Kennedy و Noreen Murray والبروفيسور Desmond Smith
2010: Professor Sir Fraser Stoddart and Dr James MacMillan
2009: Sir James Mirrlees ، الأستاذ Wilson Sibbett والبروفيسور Karen Vousden
2008: Professor Roger Fletcher ، Right Reverend Richard Holloway and البروفيسور السير ديفيد لين
2007: البروفيسور السير ديفيد كارتر ، البروفيسور جون ديفيد إم إتش لافير والسير توماس إف دبليو ماكيلوب
2006: السير جون إم بول والسير David Jack
2005: Sir David Edward and Professor William G. Hill
2004: Sir Philip Cohen ، Sir Neil MacCormick والبروفيسور روبن ميلنر
2003: Sir Paul Nurse و Lord Mackay of Clashfern والسير Michael Atiyah
2002: الأستاذ Sir Alfred Cuschieri ، الأستاذ Sir Alan Peacock والبروفيسور John R Mallard
2001: Professor Sir James Black ، الأستاذ Tom Devine والبروفيسور A Ian Scott
2000: الأستاذ السير كينيث موراي ، الأستاذ بيتر هيجز و The Rt. Hon The Lord Perry of Walton
وسام Lord Kelvin
وسام Lord Kelvin هو الجائزة الأولى لعلوم الفيزياء والهندسة والمعلوماتية. تُمنح سنويًا للشخص الذي حقق تميزًا على الصعيدين الوطني والدولي ، وساهم في المجتمع الأوسع من خلال النشر السهل للبحث والمنح الدراسية. يحصل الفائزون على ميدالية فضية ويطلب منهم إلقاء محاضرة عامة في اسكتلندا. سميت الجائزة باسم ويليام طومسون ، بارون كيلفن الأول (1824–1907) ، الذي كان فيزيائيًا ومهندسًا رياضيًا مشهورًا ، وأستاذ الفلسفة الطبيعية في جامعة جلاسكو. يُطلب من الفائزين بالجوائز الكبرى أن يكون لديهم اتصال اسكتلندي ولكن يمكن أن يكونوا مقيمين في أي مكان في العالم.
ميدالية كيث
تُمنح ميدالية كيث تاريخياً كل أربع سنوات عن ورقة علمية نُشرت في المجلات العلمية للجمعية ، مع إعطاء الأفضلية للورقة التي تحتوي على اكتشاف. يتم منحها بالتناوب للأوراق حول الرياضيات أو علوم الأرض والبيئة. تأسست الميدالية في عام 1827 بناء على وصية من ألكسندر كيث من دنوتار ، أول أمين صندوق للجمعية.
جائزة مقدوغال بريسبان
جائزة Makdougall Brisbane تم منحه كل سنتين ، ويفضل أن يكون ذلك للأشخاص الذين يعملون في اسكتلندا ، مع خبرة لا تزيد عن خمسة عشر عامًا في مرحلة ما بعد الدكتوراه ، للتميز الخاص في تعزيز البحث العلمي ويتم منحه بالتتابع للعاملين في مجال البحث في العلوم الفيزيائية والعلوم الهندسية والعلوم البيولوجية. تأسست الجائزة في عام 1855 من قبل السير توماس ماكدوجال بريسبان ، الرئيس الرابع للجمعية منذ فترة طويلة.
Gunning Victoria Jubilee Prize
The Gunning Victoria Jubilee Prize Lectureship 'هي جائزة كل أربع سنوات للتعرف على العمل الأصلي الذي قام به العلماء المقيمون في اسكتلندا أو المرتبطون بها. تأسست الجائزة في عام 1887 من قبل الدكتور روبرت هاليداي جانينج ، وهو جراح اسكتلندي ورجل أعمال ومحسن قضى معظم حياته في البرازيل

## رؤساء الجمعية
1. دوق بكليوتش (1783 ـ 1812)
2. السير جيمس هول (1812 ـ 1820)
3. السير والتر سكوت (1820 ـ 1832)
4. السير توماس بريزبين (1832 ـ 1860)
5. دوق أرغايل (1860 ـ 1864)